# Piłodziób wspaniały
Piłodziób wspaniały (Momotus momota) – gatunek ptaka z rodziny piłodziobów (Momotidae) występujący w Ameryce Południowej, głównie w Amazonii. Nie jest zagrożony.

## Systematyka
Po raz pierwszy zgodnie z zasadami nazewnictwa binominalnego gatunek ten opisał Karol Linneusz w 1766 w 12. edycji Systema Naturae. Autor nadał mu nazwę Ramphastos momota, a jako miejsce typowe wskazał Amerykę Południową, co później uściślono na Kajennę. Obecnie gatunek zaliczany jest do rodzaju Momotus.
W starszym ujęciu systematycznym do M. momota zaliczano około 20 podgatunków występujących od północno-wschodniego Meksyku do północnej Argentyny. W oparciu przede wszystkim o publikację F.G. Stilesa z 2009 roku takson ten podzielono na 6 osobnych gatunków: M. momota, M. coeruliceps (piłodziób modrogłowy), M. lessonii (piłodziób żółtopierśny), M. subrufescens (piłodziób rdzawobrzuchy), M. bahamensis (piłodziób czerwonogardły) i M. aequatorialis (piłodziób wyżynny). W tym nowym ujęciu systematycznym do M. momota zalicza się już tylko 9 podgatunków, które zamieszkują:
- M. m. momota (Linnaeus, 1766) – wschodnia Wenezuela, region Gujana i północna Brazylia
- M. m. microstephanus Sclater, PL, 1858 – południowo-wschodnia Kolumbia, wschodni Ekwador i północno-zachodnia Brazylia
- M. m. ignobilis von Berlepsch, 1889 – wschodnie Peru i zachodnia Brazylia
- M. m. nattereri Sclater, PL, 1858 – północno-wschodnia Boliwia
- M. m. simplex Chapman, 1923 – zachodnia Brazylia do zachodnio-środkowej Brazylii (na południe od Amazonki)
- M. m. cametensis Snethlage, E, 1912 – północno-środkowa Brazylia
- M. m. parensis Sharpe, 1892 – północno-wschodnia Brazylia
- M. m. marcgravianus Pinto & Camargo, 1961 – wschodnia Brazylia
- M. m. pilcomajensis Reichenow, 1919 – południowa Boliwia, południowa Brazylia i północno-zachodnia Argentyna

## Morfologia

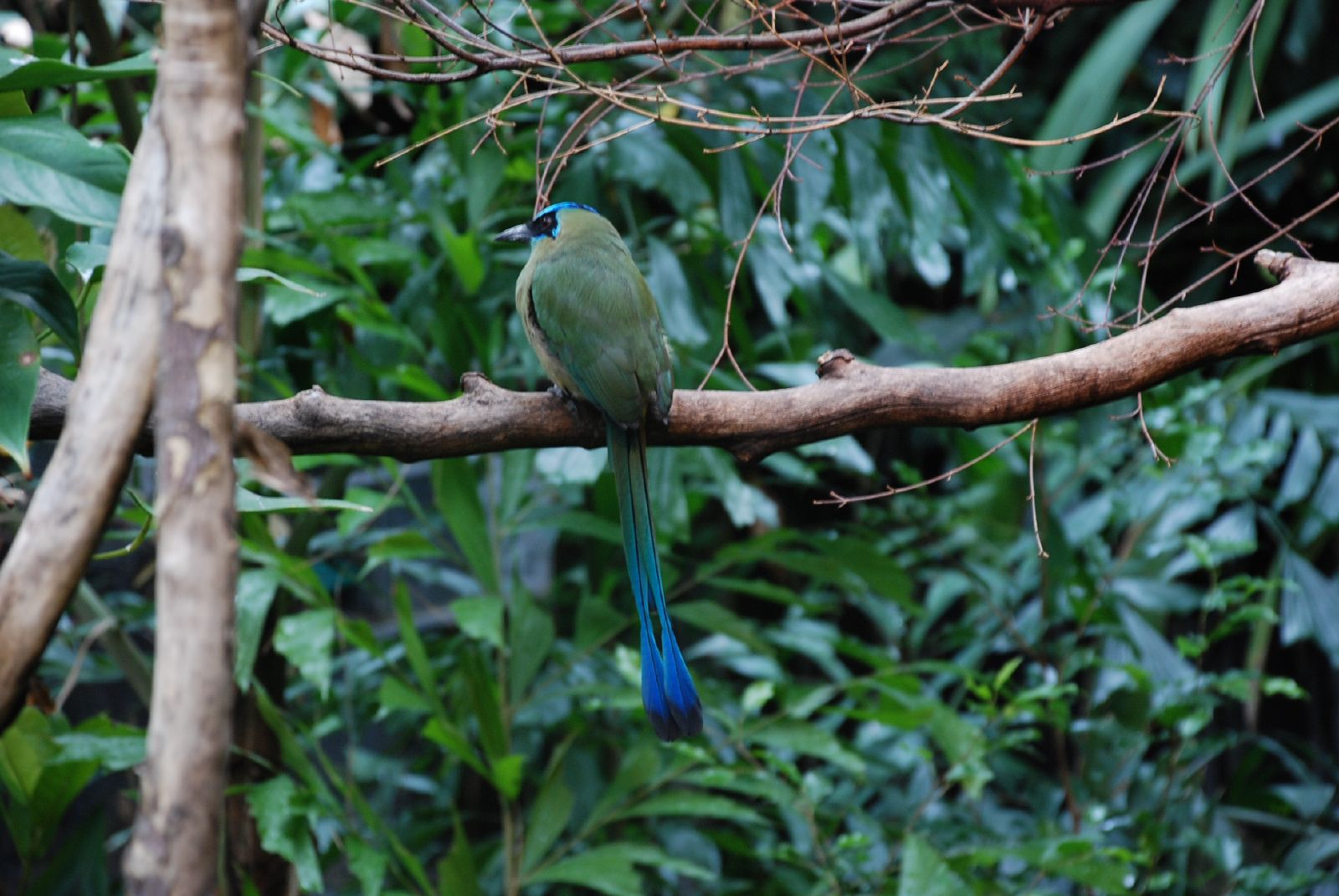
Osobnik w zoo w USA

WyglądUpierzenie zielone, niebieski wierzch głowy, rude podgardle, pierś i brzuch, czarna maska wokół oczu. W ogonie znajdują się dwie długie niebieskie sterówki z czarnymi końcówkami.
Średnie wymiaryDługość ciała – około 50 cm (wraz z ogonem o długości około 30 cm).

## Ekologia i zachowanie
BiotopPierwotne lasy Amazonii i terenów przyległych aż po północno-zachodnią Argentynę.
ZachowanieSiedząc na gałęzi, wymachuje ogonem jak wahadłem to w jedną, to w drugą stronę, wołając rytmiczne jutu-jutu.
PożywienieDrobne kręgowce, owady, owoce, nasiona.
RozmnażanieSamica składa 2–3 jaja w dziupli drzewa lub w norze wykopanej w urwistym brzegu rzeki. Pisklęta wylęgają się po 22 dniach. O młode troszczą się obydwoje rodzice.

## Status
W Czerwonej księdze gatunków zagrożonych IUCN piłodziób wspaniały jest klasyfikowany jako gatunek najmniejszej troski (LC, Least Concern). Trend liczebności populacji uznawany jest za spadkowy ze względu na wylesianie Amazonii.